# I liga argentyńska w piłce nożnej (1959)
Mistrzem Argentyny w roku 1959 został klub San Lorenzo de Almagro, a wicemistrzem Argentyny klub Racing Club de Avellaneda.
Do drugiej ligi spadł ostatni klub w tabeli spadkowej – Central Córdoba Rosario. Na jego miejsce awansował z drugiej ligi Chacarita Juniors.
Do Copa Libertadores 1960 zakwalifikował się mistrz Argentyny San Lorenzo de Almagro.

## Primera División

### Kolejka 1
| Data        | Mecz |
| ----------- | --- |
| 3 maja 1959 | Gimnasia y Esgrima La Plata – San Lorenzo de Almagro 1:4 Héctor Arrambide - Omar H. García (2), José F. Sanfilippo (2)                |
| 3 maja 1959 | Boca Juniors – Central Córdoba Rosario 2:1 Pedro Mansilla, Juan J. Rodríguez - Luis A. Vizzo                                          |
| 3 maja 1959 | Atlanta Buenos Aires – Racing Club de Avellaneda 3:1 Salvador Calvanese (2), Osvaldo Zubeldía - Juan J. Pizzuti                       |
| 3 maja 1959 | CA Huracán – Estudiantes La Plata 1:1 Oscar Rossi - Felipe Bracamonte                                                                 |
| 3 maja 1959 | Club Atlético Lanús – River Plate 2:2 Manuel Blanco, Héctor Guidi (k) - Norberto Menéndez (2)                                         |
| 3 maja 1959 | Rosario Central – Newell’s Old Boys 0:0                                                                                               |
| 3 maja 1959 | Ferro Carril Oeste – Argentinos Juniors 0:0                                                                                           |
| 3 maja 1959 | Independiente – Vélez Sarsfield 2:3 Norberto Raffo, Walter Jiménez - Marcelo López Espinosa, Julio Porcel de Peralta, Roberto Lezcano |

### Kolejka 2
| Data         | Mecz |
| ------------ | --- |
| 9 maja 1959  | Central Córdoba Rosario – Gimnasia y Esgrima La Plata 2:1 Luis A. Vizzo, Dante Álvarez - Joel Cabrera Santa Cruz |
| 10 maja 1959 | Newell’s Old Boys – Boca Juniors 2:1 Manuel Barrionuevo, José V. Zurita - Osvaldo Nardiello                      |
| 11 maja 1959 | River Plate – Rosario Central 2:1 Roberto Zárate, Fausto Rosello - Hugo Rivero                                   |
| 12 maja 1959 | San Lorenzo de Almagro – Independiente 0:1 Ramón Abeledo                                                         |
| 13 maja 1959 | Vélez Sarsfield – Atlanta Buenos Aires 1:0 Ángel Allegri                                                         |
| 13 maja 1959 | Argentinos Juniors – CA Huracán 1:1 Mario Sciarra - Elio Montaño                                                 |
| 13 maja 1959 | Racing Club de Avellaneda – Ferro Carril Oeste 4:0 Julio Gianella, Rubén H. Sosa, Oscar Mottura (2)              |
| 13 maja 1959 | Estudiantes La Plata – Club Atlético Lanús 3:1 Ricardo Infante, Felipe Bracamonte (2) - Manuel Blanco            |

### Kolejka 3
| Data         | Mecz |
| ------------ | --- |
| 17 maja 1959 | Rosario Central – Estudiantes La Plata 2:1 Miguel A. Juárez, Juan A. Castro (k) - Héctor Antonio                          |
| 18 maja 1959 | Independiente – Central Córdoba Rosario 3:0 Ramón Abeledo (2), Osvaldo Cruz                                               |
| 18 maja 1959 | Gimnasia y Esgrima La Plata – Newell’s Old Boys 2:0 Héctor Arrambide, Roberto Bellomo                                     |
| 19 maja 1959 | Boca Juniors – River Plate 5:1 Osvaldo Nardiello, José Yudica (2), Justo J. Rodríguez, Pedro Mansilla - Domingo Rodríguez |
| 20 maja 1959 | Club Atlético Lanús – Argentinos Juniors 4:1 José Borello (2), Héctor Guidi (k), Bernabé Carranza - Pedro Callá           |
| 20 maja 1959 | Vélez Sarsfield – Racing Club de Avellaneda 0:1 Oreste Corbatta (k)                                                       |
| 20 maja 1959 | Atlanta Buenos Aires – San Lorenzo de Almagro 0:4 José F. Sanfilippo (3, 1k), Héctor Facundo                              |
| 20 maja 1959 | CA Huracán – Ferro Carril Oeste 2:1 Miguel A. Vidal (2, 2k) - Luis Kolandjian                                             |

### Kolejka 4
| Data         | Mecz |
| ------------ | --- |
| 24 maja 1959 | San Lorenzo de Almagro – Vélez Sarsfield 1:0 José F. Sanfilippo                                                          |
| 24 maja 1959 | Racing Club de Avellaneda – CA Huracán 3:3 Juan J. Pizzuti, Rubén H. Sosa, Oscar Mottura - Oscar Rossi, Elio Montaño (2) |
| 24 maja 1959 | Central Córdoba Rosario – Atlanta Buenos Aires 1:1 Eduardo Federico - Salvador Calvanese                                 |
| 24 maja 1959 | Newell’s Old Boys – Independiente 1:1 Manuel Barrionuevo - José N. Villegas                                              |
| 24 maja 1959 | Estudiantes La Plata – Boca Juniors 0:1 Juan J. Rodríguez                                                                |
| 24 maja 1959 | Argentinos Juniors – Rosario Central 5:0 Martín Pando, Héctor Scialino, Mario Sciarra, Pedro Callá (2)                   |
| 24 maja 1959 | Ferro Carril Oeste – Club Atlético Lanús 1:2 Ricardo Campana - Rafael Santos, José Borello                               |
| 24 maja 1959 | River Plate – Gimnasia y Esgrima La Plata 2:1 Julio Nuin (k), Ángel Labruna - Eliseo Prado                               |

### Kolejka 5
| Data         | Mecz |
| ------------ | --- |
| 28 maja 1959 | San Lorenzo de Almagro – Racing Club de Avellaneda 2:4 Héctor Facundo, José F. Sanfilippo (k) - Juan J. Pizzuti, Rubén H. Sosa, Raúl Páez s |
| 28 maja 1959 | Independiente – River Plate 1:0 José A. Carbone |
| 28 maja 1959 | Boca Juniors – Argentinos Juniors 0:3 Mario Sciarra, Pedro Callá (2) |
| 28 maja 1959 | Club Atlético Lanús – CA Huracán 2:1 Rafael Santos, Nicolás Daponte - Osvaldo Crosta |
| 28 maja 1959 | Atlanta Buenos Aires – Newell’s Old Boys 1:0 Walter Roque |
| 28 maja 1959 | Rosario Central – Ferro Carril Oeste 2:1 Osvaldo Colla, Ricardo F. Giménez - Héctor Berón |
| 28 maja 1959 | Vélez Sarsfield – Central Córdoba Rosario 3:1 Norberto Conde (2, 1k), Roberto Lezcano - Dante Álvarez |
| 28 maja 1959 | Gimnasia y Esgrima La Plata – Estudiantes La Plata 1:2 Joel Cabrera Santa Cruz - Héctor Antonio, Antonio Ruggeri mecz rozegrany został na stadionie klubu CA Argentino de Quilmes mecz przerwany w 30 minucie przy stanie 0:1 – dokończony w późniejszym terminie |

### Kolejka 6
| Data         | Mecz |
| ------------ | --- |
| 31 maja 1959 | Central Córdoba Rosario – San Lorenzo de Almagro 1:4 Luis A. Vizzo - José F. Sanfilippo, Héctor Facundo (2), Omar H. García |
| 31 maja 1959 | Racing Club de Avellaneda – Club Atlético Lanús 3:1 Raúl O. Belén, Oreste Corbatta, Oscar Mottura - Rafael Santos           |
| 31 maja 1959 | CA Huracán – Rosario Central 0:0                                                                                            |
| 31 maja 1959 | Ferro Carril Oeste – Boca Juniors 1:1 Julio Acosta - Pedro Mansilla                                                         |
| 31 maja 1959 | River Plate – Atlanta Buenos Aires 1:0 Luis Ciaccia                                                                         |
| 31 maja 1959 | Estudiantes La Plata – Independiente 2:0 Ricardo Infante (2)                                                                |
| 31 maja 1959 | Argentinos Juniors – Gimnasia y Esgrima La Plata 1:1 Ricardo Bazo - Roberto Bellomo                                         |
| 31 maja 1959 | Newell’s Old Boys – Vélez Sarsfield 2:0 Raúl D. González, José V. Zurita                                                    |

### Kolejka 7
| Data           | Mecz |
| -------------- | --- |
| 7 czerwca 1959 | San Lorenzo de Almagro – Newell’s Old Boys 2:1 Héctor Facundo, José F. Sanfilippo - Rubén Merighi                                                                        |
| 7 czerwca 1959 | Boca Juniors – CA Huracán 1:2 Pedro Mansilla - Elio Montaño, Oscar Rossi                                                                                                 |
| 7 czerwca 1959 | Central Córdoba Rosario – Racing Club de Avellaneda 1:3 Indalecio López - Oscar Mottura, Juan J. Pizzuti, Raúl O. Belén                                                  |
| 7 czerwca 1959 | Vélez Sarsfield – River Plate 1:2 Norberto Conde - Norberto Menéndez, Oscar Gómez Sánchez                                                                                |
| 7 czerwca 1959 | Independiente – Argentinos Juniors 1:1 Juan Nawacky - Martín Pando |
| 7 czerwca 1959 | Atlanta Buenos Aires – Estudiantes La Plata 2:0 Osvaldo Zubeldía, Walter Roque                                                                                           |
| 7 czerwca 1959 | Gimnasia y Esgrima La Plata – Ferro Carril Oeste 2:2 Roberto Bellomo (2) - Ricardo Campana, Dante Lugo (k) mecz rozegrany został na stadionie klubu Estudiantes La Plata |
| 7 czerwca 1959 | Rosario Central – Club Atlético Lanús 3:1 Juan A. Castro, Miguel A. Juárez, Hugo Rivero - Manuel Blanco                                                                  |

### Kolejka 8
| Data            | Mecz |
| --------------- | --- |
| 14 czerwca 1959 | River Plate – San Lorenzo de Almagro 1:2 Julio Nuin (k) - Norberto Boggio (2)                                                   |
| 14 czerwca 1959 | Club Atlético Lanús – Boca Juniors 1:3 Bernabé Carranza - Pedro Mansilla (2), Luis Pereyra                                      |
| 14 czerwca 1959 | Ferro Carril Oeste – Independiente 0:2 José A. Carbone, Ramón Abeledo                                                           |
| 14 czerwca 1959 | Racing Club de Avellaneda – Rosario Central 4:0 Héctor Sosa (2), Oscar Mottura, Juan J. Pizzuti                                 |
| 14 czerwca 1959 | CA Huracán – Gimnasia y Esgrima La Plata 3:1 Oscar Rossi, Elio Montaño, Osvaldo Crosta - Roberto Bellomo                        |
| 14 czerwca 1959 | Argentinos Juniors – Atlanta Buenos Aires 2:2 Héctor R. Otero, Pedro Callá - Norberto De Sanzo, Raúl Luchessi s                 |
| 14 czerwca 1959 | Newell’s Old Boys – Central Córdoba Rosario 1:0 José V. Zurita                                                                  |
| 14 czerwca 1959 | Estudiantes La Plata – Vélez Sarsfield 3:3 Ricardo Infante, Felipe Bracamonte, Héctor Antonio - Ludovico Avio (2), Aníbal Mosca |

### Kolejka 9
| Data            | Mecz |
| --------------- | --- |
| 20 czerwca 1959 | Newell’s Old Boys – Racing Club de Avellaneda 1:0 Anacleto Peano |
| 21 czerwca 1959 | San Lorenzo de Almagro – Estudiantes La Plata 3:3 Ricardo Infante (2), Felipe Bracamonte - José F. Sanfilippo (2, 1k), Héctor Facundo                                          |
| 21 czerwca 1959 | Atlanta Buenos Aires – Ferro Carril Oeste 1:1 Walter Roque - Antonio Garabal                                                                                                   |
| 21 czerwca 1959 | Independiente – CA Huracán 4:0 Ramón Abeledo (2), Walter Jiménez, Osvaldo Cruz                                                                                                 |
| 21 czerwca 1959 | Boca Juniors – Rosario Central 2:0 Luis Pereyra (2) |
| 21 czerwca 1959 | Gimnasia y Esgrima La Plata – Club Atlético Lanús 3:1 Joel Cabrera Santa Cruz, Aldo Carassai (2) - Rafael Santos mecz rozegrany został na stadionie klubu Estudiantes La Plata |
| 21 czerwca 1959 | Vélez Sarsfield – Argentinos Juniors 2:2 Aníbal Mosca, Manuel López Espinosa - Pedro Callá (2, 1k)                                                                             |
| 24 czerwca 1959 | Central Córdoba Rosario – River Plate 1:0 Eduardo Federico mecz rozegrany został na stadionie klubu Newell’s Old Boys                                                          |

### Kolejka 10
| Data            | Mecz |
| --------------- | --- |
| 28 czerwca 1959 | Argentinos Juniors – San Lorenzo de Almagro 3:1 Orlando Nappe, Héctor Tedeschi, Pedro Callá - Omar H. García mecz rozegrany został na stadionie klubu Boca Juniors         |
| 28 czerwca 1959 | Racing Club de Avellaneda – Boca Juniors 3:1 Raúl O. Belén, Rubén H. Sosa, Oreste Corbatta (k) - Luis Pereyra                                                              |
| 28 czerwca 1959 | Club Atlético Lanús – Independiente 1:0 Héctor Guidi (k) |
| 28 czerwca 1959 | River Plate – Newell’s Old Boys 1:2 Fausto Rosello - José J. Urquiza, Raúl D. González                                                                                     |
| 28 czerwca 1959 | Estudiantes La Plata – Central Córdoba Rosario 5:2 Felipe Bracamonte, Ricardo Infante, Víctor H. Alarcón, Alberto Stork, Héctor Antonio - Eduardo Federico, Antonio Delogú |
| 28 czerwca 1959 | Rosario Central – Gimnasia y Esgrima La Plata 6:0 Osvaldo Colla, Alberto D. Sánchez (2), Juan A. Castro (3)                                                                |
| 28 czerwca 1959 | CA Huracán – Atlanta Buenos Aires 2:2 Oscar Rossi (2, 1k) - Alberto De Zorzi, Mario Griguol                                                                                |
| 28 czerwca 1959 | Ferro Carril Oeste – Vélez Sarsfield 1:1 Antonio Garabal - Norberto Conde                                                                                                  |

### Kolejka 11
| Data         | Mecz |
| ------------ | --- |
| 4 lipca 1959 | Central Córdoba Rosario – Argentinos Juniors 0:0 |
| 5 lipca 1959 | San Lorenzo de Almagro – Ferro Carril Oeste 5:3 José F. Sanfilippo, Héctor Facundo, Norberto Boggio (2), Omar H. García - Héctor Berón, Julio Acosta, Antonio Garabal            |
| 5 lipca 1959 | River Plate – Racing Club de Avellaneda 3:2 Luis Ciaccia (2), Norberto Menéndez - Raúl O. Belén, Rubén H. Sosa                                                                   |
| 5 lipca 1959 | Independiente – Rosario Central 3:1 Víctor Rodríguez (2, 2k), Walter Jiménez - Alberto Britos s                                                                                  |
| 5 lipca 1959 | Vélez Sarsfield – CA Huracán 1:2 Walter Taibo s - Rodolfo Micheli, Oscar Rossi                                                                                                   |
| 5 lipca 1959 | Gimnasia y Esgrima La Plata – Boca Juniors 1:3 Joel Cabrera Santa Cruz - Osvaldo Nardiello (2, 1k), Pedro Mansilla mecz rozegrany został na stadionie klubu Estudiantes La Plata |
| 5 lipca 1959 | Newell’s Old Boys – Estudiantes La Plata 2:0 Víctor H. Alarcón s, Raúl D. González                                                                                               |
| 5 lipca 1959 | Atlanta Buenos Aires – Club Atlético Lanús 2:2 Walter Roque, Salvador Calvanese - José Nazionale, José Borello mecz rozegrany został na stadionie klubu Ferro Carril Oeste       |

### Kolejka 12
| Data          | Mecz |
| ------------- | --- |
| 19 lipca 1959 | Rosario Central – Atlanta Buenos Aires 0:0                                                                                           |
| 26 lipca 1959 | CA Huracán – San Lorenzo de Almagro 1:4 Humberto Cancino s - Norberto Boggio, José F. Sanfilippo (2), Miguel A. Ruiz                 |
| 26 lipca 1959 | Boca Juniors – Independiente 0:1 Ramón Abeledo                                                                                       |
| 26 lipca 1959 | Estudiantes La Plata – River Plate 2:0 Ricardo Infante, Antonio Ruggeri                                                              |
| 26 lipca 1959 | Argentinos Juniors – Newell’s Old Boys 1:2 Martín Pando - José V. Zurita, Rolando Ance                                               |
| 26 lipca 1959 | Club Atlético Lanús – Vélez Sarsfield 2:2 Manuel Blanco, Ángel Rambert - Norberto Conde, Aníbal Mosca                                |
| 26 lipca 1959 | Ferro Carril Oeste – Central Córdoba Rosario 4:0 Dante Lugo, Ernesto Juárez, Julio Acosta (2)                                        |
| 26 lipca 1959 | Racing Club de Avellaneda – Gimnasia y Esgrima La Plata 2:3 Oreste Corbatta, Oscar Mottura - Eduardo Domínguez (2), Héctor Arrambide |

### Kolejka 13
| Data            | Mecz |
| --------------- | --- |
| 1 sierpnia 1959 | Newell’s Old Boys – Ferro Carril Oeste 2:2 Raúl D. González, Horacio Di Loreto - Ernesto Juárez, Héctor Berón                                       |
| 2 sierpnia 1959 | San Lorenzo de Almagro – Club Atlético Lanús 4:2 José Sanfilippo, Omar H. García, Miguel A. Ruiz, Norberto Boggio - Rafael Santos, Héctor Guidi (k) |
| 2 sierpnia 1959 | Estudiantes La Plata – Racing Club de Avellaneda 2:1 Antonio Ruggeri, Alberto Stork - Vladislao Cap                                                 |
| 2 sierpnia 1959 | Independiente – Gimnasia y Esgrima La Plata 0:0 |
| 2 sierpnia 1959 | Atlanta Buenos Aires – Boca Juniors 1:1 Walter Roque - Osvaldo Nardiello mecz rozegrany został na stadionie klubu CA Huracán                        |
| 2 sierpnia 1959 | River Plate – Argentinos Juniors 2:1 Roberto Zárate, Juan C. Sarnari - Mario Sciarra                                                                |
| 2 sierpnia 1959 | Vélez Sarsfield – Rosario Central 4:2 Marcelo López Espinosa, Norberto Conde (3, 1k) - Marcelo Pagani, Juan A. Castro (k)                           |
| 2 sierpnia 1959 | Central Córdoba Rosario – CA Huracán 2:2 Eduardo Federico (2) - Oscar Rossi, Rodolfo Micheli                                                        |

### Kolejka 14
| Data            | Mecz |
| --------------- | --- |
| 9 sierpnia 1959 | Rosario Central – San Lorenzo de Almagro 1:1 Hugo Rivero - Miguel A. Ruiz                                                                                  |
| 9 sierpnia 1959 | Racing Club de Avellaneda – Independiente 1:3 Oreste Corbatta (k) - Walter Jiménez (2), José A. Carbone                                                    |
| 9 sierpnia 1959 | Argentinos Juniors – Estudiantes La Plata 3:1 Pedro Callá (3) - Ricardo Infante                                                                            |
| 9 sierpnia 1959 | Club Atlético Lanús – Central Córdoba Rosario 3:0 Manuel Blanco, Eduardo Curia, José Nazionale                                                             |
| 9 sierpnia 1959 | Boca Juniors – Vélez Sarsfield 1:3 Osvaldo Nardiello - Ludovico Avio, Norberto Conde (2)                                                                   |
| 9 sierpnia 1959 | Ferro Carril Oeste – River Plate 2:1 Dante Lugo, Héctor Berón - Juan C. Sarnari                                                                            |
| 9 sierpnia 1959 | CA Huracán – Newell’s Old Boys 2:0 Juan C. Soria, Osvaldo Crosta                                                                                           |
| 9 sierpnia 1959 | Gimnasia y Esgrima La Plata – Atlanta Buenos Aires 1:1 Joel Cabrera Santa Cruz - Luis Artime mecz rozegrany został na stadionie klubu Estudiantes La Plata |

### Kolejka 15
| Data             | Mecz |
| ---------------- | --- |
| 16 sierpnia 1959 | San Lorenzo de Almagro – Boca Juniors 1:0 Héctor Facundo                                                                                                   |
| 16 sierpnia 1959 | Racing Club de Avellaneda – Argentinos Juniors 5:2 Rubén H. Sosa (2), Juan J. Pizzuti, Oreste Corbatta (k), Raúl O. Belén - Mario Sciarra, Pedro Callá (k) |
| 16 sierpnia 1959 | River Plate – CA Huracán 3:3 Galdino Luraschi, Norberto Menéndez (2, 1k) - Oscar Rossi (2, 1k), Juan L. Cañete                                             |
| 16 sierpnia 1959 | Vélez Sarsfield – Gimnasia y Esgrima La Plata 4:1 Norberto Conde (2, 1k), Marcelo López Espinosa (2) - Eduardo Domínguez                                   |
| 16 sierpnia 1959 | Estudiantes La Plata – Ferro Carril Oeste 2:4 Héctor Antonio, Alberto Stork - Dante Lugo, Héctor Berón, Ernesto Juárez, Antonio Garabal                    |
| 16 sierpnia 1959 | Newell’s Old Boys – Club Atlético Lanús 2:2 Rubén Merighi, Raúl D. González - Osvaldo Curia, Rubén Muñoz                                                   |
| 17 sierpnia 1959 | Atlanta Buenos Aires – Independiente 1:1 Luis Artime - Osvaldo Cruz mecz rozegrany został na stadionie klubu CA Huracán                                    |
| 17 sierpnia 1959 | Central Córdoba Rosario – Rosario Central 2:1 Indalecio López (2) - Alberto D. Sánchez                                                                     |

### Kolejka 16
| Data             | Mecz |
| ---------------- | --- |
| 23 sierpnia 1959 | San Lorenzo de Almagro – Gimnasia y Esgrima La Plata 3:2 Norberto Boggio (2), Héctor Facundo - Eduardo Domínguez, Roberto Bellomo                        |
| 23 sierpnia 1959 | Vélez Sarsfield – Independiente 1:1 Norberto Conde (k) - Víctor Rodríguez (k)                                                                            |
| 23 sierpnia 1959 | Racing Club de Avellaneda – Atlanta Buenos Aires 2:2 Rubén H. Sosa, Raúl O. Belén - Luis Artime (2)                                                      |
| 23 sierpnia 1959 | Newell’s Old Boys – Rosario Central 1:0 Federico Sacchi                                                                                                  |
| 23 sierpnia 1959 | Central Córdoba Rosario – Boca Juniors 0:2 Osvaldo Nardiello (2, 1k)                                                                                     |
| 23 sierpnia 1959 | Estudiantes La Plata – CA Huracán 5:3 Antonio Ruggeri (2), Alberto Stork, Víctor H. Alarcón (k), Ricardo Infante - Rubén Carriquiri s, Juan C. Soria (2) |
| 23 sierpnia 1959 | River Plate – Club Atlético Lanús 2:1 Norberto Menéndez, Roberto Zárate - Osvaldo Curia                                                                  |
| 23 sierpnia 1959 | Argentinos Juniors – Ferro Carril Oeste 0:1 Antonio Garabal                                                                                              |

### Kolejka 17
| Data             | Mecz |
| ---------------- | --- |
| 30 sierpnia 1959 | Independiente – San Lorenzo de Almagro 2:3 Ramón Abeledo, Walter Jiménez - Héctor Facundo, Miguel A. Ruiz, Norberto Boggio                          |
| 30 sierpnia 1959 | Ferro Carril Oeste – Racing Club de Avellaneda 1:1 Dante Lugo (k) - Rubén H. Sosa                                                                   |
| 30 sierpnia 1959 | Rosario Central – River Plate 1:2 Osvaldo Colla - Norberto Ménendez, Ermindo Onega                                                                  |
| 30 sierpnia 1959 | CA Huracán – Argentinos Juniors 0:2 Mario Sciarra, Héctor Otero                                                                                     |
| 30 sierpnia 1959 | Atlanta Buenos Aires – Vélez Sarsfield 2:1 Luis Artime, Mario Griguol - Norberto Conde (k) mecz rozegrany został na stadionie klubu River Plate     |
| 30 sierpnia 1959 | Boca Juniors – Newell’s Old Boys 0:0 |
| 30 sierpnia 1959 | Club Atlético Lanús – Estudiantes La Plata 2:3 Héctor Guidi (2, 1k) - Víctor H. Alarcón (k), Antonio Ruggeri, Ricardo Infante                       |
| 30 sierpnia 1959 | Gimnasia y Esgrima La Plata – Central Córdoba Rosario 5:2 Roberto Bellomo (2), Héctor Arrambide (2), Eduardo Domínguez - Raúl Bertral, Luis Novillo |

### Kolejka 18
| Data            | Mecz |
| --------------- | --- |
| 5 września 1959 | Newell’s Old Boys – Gimnasia y Esgrima La Plata 3:0 Rolando Ance, José V. Zurita, Esteban Sosa                                                |
| 6 września 1959 | San Lorenzo de Almagro – Atlanta Buenos Aires 1:0 José F. Sanfilippo                                                                          |
| 6 września 1959 | River Plate – Boca Juniors 2:3 Emilio Melón, Julio Nuin (k) - José Yudica, Juan J. Rodríguez, Osvaldo Nardiello                               |
| 6 września 1959 | Argentinos Juniors – Club Atlético Lanús 2:3 Héctor Tedeschi, Pedro Callá - Roque Ditro s, Eduardo Curia, Héctor Otero s                      |
| 6 września 1959 | Central Córdoba Rosario – Independiente 2:2 Antonio Delogú (2) - Ramón Abeledo, Walter Jiménez                                                |
| 6 września 1959 | Estudiantes La Plata – Rosario Central 3:3 Juan C. Rulli, Ricardo Infante, Víctor H. Alarcón (k) - Juan A. Castro, Osvaldo Colla, Hugo Rivero |
| 6 września 1959 | Ferro Carril Oeste – CA Huracán 3:0 Ernesto Juárez, Julio Acosta, Dante Lugo                                                                  |
| 6 września 1959 | Racing Club de Avellaneda – Vélez Sarsfield 1:1 Carmelo Simeone s - Aníbal Mosca                                                              |

### Kolejka 19
| Data             | Mecz |
| ---------------- | --- |
| 13 września 1959 | CA Huracán – Racing Club de Avellaneda 1:4 Juan C. Soria - Urbano Reynoso, Rubén H. Sosa (2), Oreste Corbatta                                                                               |
| 13 września 1959 | Gimnasia y Esgrima La Plata – River Plate 2:0 Eduardo Domínguez (2, 1k) |
| 13 września 1959 | Boca Juniors – Estudiantes La Plata 2:2 Juan J. Rodríguez, Osvaldo Nardiello - Alberto Stork, Víctor H. Alarcón (k)                                                                         |
| 13 września 1959 | Club Atlético Lanús – Ferro Carril Oeste 0:3 Julio Acosta (2), Antonio Garabal |
| 13 września 1959 | Atlanta Buenos Aires – Central Córdoba Rosario 3:2 Luis Artime, Mario Griguol, Norberto De Sanzo (k) - Indalecio López, Antonio Delogú mecz rozegrany został na stadionie klubu CA Platense |
| 13 września 1959 | Rosario Central – Argentinos Juniors 2:0 Hugo Rivero, Osvaldo Colla |
| 13 września 1959 | Independiente – Newell’s Old Boys 2:0 Ramón Abeledo, José N. Villegas |
| 13 września 1959 | CA Vélez Sarsfield – San Lorenzo de Almagro 1:1 Marcelo López Espinosa - José F. Sanfilippo                                                                                                 |

### Kolejka 20
| Data             | Mecz |
| ---------------- | --- |
| 20 września 1959 | Racing Club de Avellaneda – San Lorenzo de Almagro 2:1 Urbano Reynoso, Rubén H. Sosa - José F. Sanfilippo                                        |
| 20 września 1959 | River Plate – Independiente 1:0 Mario Leardi |
| 20 września 1959 | Newell’s Old Boys – Atlanta Buenos Aires 2:0 José V. Zurita, Anacleto Peano                                                                      |
| 20 września 1959 | Ferro Carril Oeste – Rosario Central 3:0 Ernesto Juárez, Julio Acosta, Antonio Garabal                                                           |
| 20 września 1959 | Estudiantes La Plata – Gimnasia y Esgrima La Plata 3:2 Víctor H. Alarcón, Vicente Gambardella, Juan C. Rulli - Eduardo Domínguez, Julio Novarini |
| 20 września 1959 | Argentinos Juniors – Boca Juniors 3:1 Pedro Callá (k), Héctor Tedeschi, Héctor Pedutto - Osvaldo Nardiello                                       |
| 20 września 1959 | CA Huracán – Club Atlético Lanús 2:1 Rodolfo Micheli, Elio Montaño - José Nazionale                                                              |
| 20 września 1959 | Central Córdoba Rosario – Vélez Sarsfield 0:0 |

### Kolejka 21
| Data             | Mecz |
| ---------------- | --- |
| 27 września 1959 | San Lorenzo de Almagro – Central Córdoba Rosario 4:0 José F. Sanfilippo (2, 2k), Omar H. García, Norberto Boggio                    |
| 27 września 1959 | Club Atlético Lanús – Racing Club de Avellaneda 2:1 Manuel Blanco, Rafael Santos - Juan J. Pizzuti                                  |
| 27 września 1959 | Boca Juniors – Ferro Carril Oeste 1:2 Herminio González (k) - Ernesto Juárez (k), Héctor Berón                                      |
| 27 września 1959 | Atlanta Buenos Aires – River Plate 1:0 Mario Griguol mecz rozegrany został na stadionie klubu CA Huracán                            |
| 27 września 1959 | Vélez Sarsfield – Newell’s Old Boys 2:2 Omar Devani, Ricardo Bosich - Rubén Merighi, Federico Sacchi (k)                            |
| 27 września 1959 | Independiente – Estudiantes La Plata 1:0 Oscar López                                                                                |
| 27 września 1959 | Rosario Central – CA Huracán 2:2 Miguel A. Juárez (2) - Elio Montaño (2)                                                            |
| 27 września 1959 | Gimnasia y Esgrima La Plata – Argentinos Juniors 3:2 Osmar Stelman, Julio Novarini, Roberto Bellomo - Pedro Callá (k), Martín Pando |

### Kolejka 22
| Data                | Mecz |
| ------------------- | --- |
| 4 października 1959 | Newell’s Old Boys – San Lorenzo de Almagro 0:3 Miguel A. Ruiz (2), José R. Herrera                                                    |
| 4 października 1959 | CA Huracán – Boca Juniors 1:0 Oscar Rossi                                                                                             |
| 4 października 1959 | Argentinos Juniors – Independiente 1:1 Héctor Pedutto - Américo Sesti                                                                 |
| 4 października 1959 | Ferro Carril Oeste – Gimnasia y Esgrima La Plata 3:2 Julio Acosta, Ernesto Juárez, Héctor Berón - Eduardo Domínguez, Héctor Arrambide |
| 4 października 1959 | River Plate – Vélez Sarsfield 3:2 Oscar Gómez Sánchez, Juan C. Valentino, Emilio Melón - Ludovico Avio, Marcelo López Espinosa        |
| 4 października 1959 | Racing Club de Avellaneda – Central Córdoba Rosario 6:2 Juan J. Pizzuti (4), José M. Ferrero, Rubén H. Sosa - Luis A. Vizzo (2)       |
| 4 października 1959 | Estudiantes La Plata – Atlanta Buenos Aires 1:1 Víctor H. Alarcón (k) - Mario Griguol                                                 |
| 4 października 1959 | Club Atlético Lanús – Rosario Central 2:1 Bernabé Carranza, José Nazionale - Miguel A. Juárez                                         |

### Kolejka 23
| Data                 | Mecz |
| -------------------- | --- |
| 11 października 1959 | Rosario Central – Racing Club de Avellaneda 0:4 Rubén H. Sosa, Juan J. Pizzuti (2), Manuel Murúa                                    |
| 11 października 1959 | Central Córdoba Rosario – Newell’s Old Boys 2:1 Luis A. Vizzo, Antonio Delogú - Miguel Isabella                                     |
| 12 października 1959 | San Lorenzo de Almagro – River Plate 3:0 José F. Sanfilippo, Omar H. García, Norberto Boggio                                        |
| 12 października 1959 | Independiente – Ferro Carril Oeste 1:1 Ramón Abeledo - Antonio Garabal                                                              |
| 12 października 1959 | Gimnasia y Esgrima La Plata – CA Huracán 4:3 Eduardo Domínguez (2), Roberto Bellomo, Eliseo Prado - Oscar Rossi (2), Juan L. Cañete |
| 12 października 1959 | Boca Juniors – Club Atlético Lanús 2:2 Osvaldo Nardiello, Miguel A. Basílico - Nicolás Gómez, José Nazionale                        |
| 15 października 1959 | Vélez Sarsfield – Estudiantes La Plata 1:1 Norberto Conde - Felipe Bracamonte                                                       |
| 15 października 1959 | Atlanta Buenos Aires – Argentinos Juniors 2:0 Osvaldo Zubeldía, Walter Roque mecz rozegrany został na stadionie klubu CA Huracán    |

### Kolejka 24
| Data                 | Mecz |
| -------------------- | --- |
| 17 października 1959 | Rosario Central – Boca Juniors 2:1 Hugo Rivero, José L. Fontán - Miguel A. Basílico                                      |
| 18 października 1959 | Estudiantes La Plata – San Lorenzo de Almagro 1:4 Alberto Stork - Héctor Facundo (3), Omar H. García                     |
| 18 października 1959 | Racing Club de Avellaneda – Newell’s Old Boys 4:2 Rubén H. Sosa (2), Raúl O. Belén, Juan J. Pizzuti - José V. Zurita (2) |
| 18 października 1959 | Ferro Carril Oeste – Atlanta Buenos Aires 0:0                                                                            |
| 18 października 1959 | CA Huracán – Independiente 1:1 Osvaldo Crosta - Oscar López                                                              |
| 18 października 1959 | River Plate – Central Córdoba Rosario 2:0 Ermindo Onega (2)                                                              |
| 18 października 1959 | Argentinos Juniors – Vélez Sarsfield 2:2 Martín Pando, Pedro Callá (k) - Norberto Conde, Roberto Bonnano                 |
| 18 października 1959 | Club Atlético Lanús – Gimnasia y Esgrima La Plata 1:1 José Borello - Idelcio Aimar                                       |

### Kolejka 25
| Data                 | Mecz |
| -------------------- | --- |
| 24 października 1959 | Gimnasia y Esgrima La Plata – Rosario Central 3:1 Roberto Bellomo (2), Eduardo Domínguez - José L. Fontán         |
| 25 października 1959 | Newell’s Old Boys – River Plate 2:1 Rubén Merighi, Juan C. Schneider s - Norberto Menéndez (k)                    |
| 26 października 1959 | Central Córdoba Rosario – Estudiantes La Plata 1:0 José M. Chan                                                   |
| 27 października 1959 | Vélez Sarsfield – Ferro Carril Oeste 0:0                                                                          |
| 28 października 1959 | San Lorenzo de Almagro – Argentinos Juniors 2:1 José F. Sanfilippo (2) - Pedro Callá (k)                          |
| 28 października 1959 | Atlanta Buenos Aires – CA Huracán 0:2 Oscar Rossi (2) mecz rozegrany został na stadionie klubu Ferro Carril Oeste |
| 28 października 1959 | Independiente – Club Atlético Lanús 1:1 Ramón Abeledo - Víctor Rodríguez s                                        |
| 28 października 1959 | Boca Juniors – Racing Club de Avellaneda 3:1 Juan J. Rodríguez, Pedro Mansilla (2) - Manuel Murúa                 |

### Kolejka 26
| Data                 | Mecz |
| -------------------- | --- |
| 31 października 1959 | Rosario Central – Independiente 4:0 Miguel A. Juárez (2), Ricardo F. Giménez, José A. Castro                                     |
| 1 listopada 1959     | Ferro Carril Oeste – San Lorenzo de Almagro 3:0 Héctor Berón 28, 73, Dante Lugo 66 mecz przerwany został w 81 minucie            |
| 1 listopada 1959     | Racing Club de Avellaneda – River Plate 2:3 José M. Ferrero, Manuel Murúa - Juan C. Sarnari (2), Norberto Menéndez               |
| 1 listopada 1959     | Boca Juniors – Gimnasia y Esgrima La Plata 2:1 Osvaldo Nardiello (2) - Roberto Bellomo                                           |
| 1 listopada 1959     | Estudiantes La Plata – Newell’s Old Boys 1:2 Víctor H. Alarcón (k) - José V. Zurita, Rubén Merighi                               |
| 1 listopada 1959     | Club Atlético Lanús – Atlanta Buenos Aires 1:2 Eduardo Curia - Luis Artime (2)                                                   |
| 1 listopada 1959     | Argentinos Juniors – Central Córdoba Rosario 4:1 Pedro Callá (k), Mario Sciarra, Ricardo Scialiano, Martín Pando - Luis A. Vizzo |
| 1 listopada 1959     | CA Huracán – Vélez Sarsfield 0:0                                                                                                 |

### Kolejka 27
| Data             | Mecz |
| ---------------- | --- |
| 8 listopada 1959 | San Lorenzo de Almagro – CA Huracán 6:3 Norberto Boggio, José F. Sanfilippo (3), ?, ? - José A. Diz (2), Juan C. Soria mecz przerwany       |
| 8 listopada 1959 | Independiente – Boca Juniors 1:4 José A. Carbone - Rubén Navarro s, Juan J. Rodríguez, Osvaldo Nardiello (2, 1k)                            |
| 8 listopada 1959 | River Plate – Estudiantes La Plata 5:0 Juan C. Sarnari, Norberto Menéndez (2, 2k), Ermindo Onega (2)                                        |
| 8 listopada 1959 | Gimnasia y Esgrima La Plata – Racing Club de Avellaneda 0:3 José H. Marinovich s, Manuel Murúa (2)                                          |
| 8 listopada 1959 | Central Córdoba Rosario – Ferro Carril Oeste 1:1 Eduardo Federico (k) - Julio Acosta                                                        |
| 8 listopada 1959 | Newell’s Old Boys – Argentinos Juniors 0:0                                                                                                  |
| 8 listopada 1959 | Vélez Sarsfield – Club Atlético Lanús 2:3 Roberto Bonnano, Norbero Conde - Ricardo Druziuk, José López, Ángel Rambert                       |
| 8 listopada 1959 | Atlanta Buenos Aires – Rosario Central 2:1 Luis Artime, Manuel Pedersen - Osvaldo Colla mecz rozegrany został na stadionie klubu CA Huracán |

### Kolejka 28
| Data              | Mecz |
| ----------------- | --- |
| 11 listopada 1959 | Club Atlético Lanús – San Lorenzo de Almagro 2:4 Ángel Rambert (2) - José F. Sanfilippo (3), Norberto Boggio                                           |
| 11 listopada 1959 | Gimnasia y Esgrima La Plata – Independiente 3:3 Eduardo Domínguez, José A. Perillo, Antonio M. López - José N. Villegas, Ramón Abeledo, Walter Jiménez |
| 11 listopada 1959 | Rosario Central – Vélez Sarsfield 0:0 |
| 11 listopada 1959 | Boca Juniors – Atlanta Buenos Aires 2:2 Pedro Mansilla (2) - Alberto De Zorzi, Luis Artime                                                             |
| 11 listopada 1959 | Racing Club de Avellaneda – Estudiantes La Plata 6:1 Rubén H. Sosa, Juan J. Pizzuti (3, 1k), José M. Ferrero, Manuel Murúa - Ricardo Infante           |
| 11 listopada 1959 | Argentinos Juniors – River Plate 1:1 Ricardo Scialino - Roberto Zárate                                                                                 |
| 11 listopada 1959 | Ferro Carril Oeste – Newell’s Old Boys 1:1 Antonio Garabal - Rubén Merighi                                                                             |
| 11 listopada 1959 | CA Huracán – Central Córdoba Rosario 1:1 Juan C. Soria - Antonio Delogú                                                                                |

### Kolejka 29
| Data              | Mecz |
| ----------------- | --- |
| 15 listopada 1959 | San Lorenzo de Almagro – Rosario Central 0:2 Osvaldo Colla (2)                                                                                      |
| 15 listopada 1959 | Independiente – Racing Club de Avellaneda 3:4 José N. Villegas, José A. Carbone (2) - José M. Ferrero (2), Rubén H. Sosa, Roberto Ferreiro s        |
| 15 listopada 1959 | River Plate – Ferro Carril Oeste 5:0 Ricardo Ramaciotti, Ermindo Onega, Roberto Zárate, Juan C. Sarnari, Norberto Menéndez                          |
| 15 listopada 1959 | Vélez Sarsfield – Boca Juniors 2:5 Orlando Benedetto (2) - Juan J. Rodríguez (2), Herminio González (2, 1k), Pedro Mansilla                         |
| 15 listopada 1959 | Atlanta Buenos Aires – Gimnasia y Esgrima La Plata 0:0 mecz rozegrany został na stadionie klubu CA Huracán                                          |
| 15 listopada 1959 | Newell’s Old Boys – CA Huracán 1:1 Federico Sacchi - Oscar Rossi mecz przerwany w 66 minucie – wynik zachowano, ale 2 pkt przyznano klubowi Huracán |
| 15 listopada 1959 | Central Córdoba Rosario – Club Atlético Lanús 3:2 Eduardo Federico, Luis A. Vizzo (2) - Bernabé Carranza, Rafael Santos                             |
| 15 listopada 1959 | Estudiantes La Plata – Argentinos Juniors 2:1 Perfecto Rodríguez (2) - Pedro Callá (k)                                                              |

### Kolejka 30
| Data              | Mecz                                                                                                  |
| ----------------- | --- |
| 20 listopada 1959 | CA Huracán – River Plate 1:1 José A. Diz - Norberto Menéndez (k)                                      |
| 22 listopada 1959 | Boca Juniors – San Lorenzo de Almagro 1:2 Herminio González (k) - José F. Sanfilippo, Héctor Facundo  |
| 22 listopada 1959 | Ferro Carril Oeste – Estudiantes La Plata 2:2 Ernesto Juárez (2, 2k) - Alberto Stork, Ricardo Infante |
| 22 listopada 1959 | Argentinos Juniors – Racing Club de Avellaneda 1:2 Pedro Callá - Manuel Murúa, Raúl O. Belén          |
| 22 listopada 1959 | Independiente – Atlanta Buenos Aires 2:0 Walter Jiménez, Oscar López                                  |
| 22 listopada 1959 | Rosario Central – Central Córdoba Rosario 0:1 Alberto Ducca s                                         |
| 22 listopada 1959 | Club Atlético Lanús – Newell’s Old Boys 4:0 Manuel Blanco (2), Rafael Santos (2)                      |
| 22 listopada 1959 | Gimnasia y Esgrima La Plata – Vélez Sarsfield 2:0 Idelcio Aimar, Roberto Bellomo                      |

### Końcowa tabela sezonu 1959
| Poz | Klub                        | Mecze | Zw | Rem | Por | Pkt | BrZd | BrStr |
| --- | --------------------------- | ----- | -- | --- | --- | --- | ---- | ----- |
| 1   | San Lorenzo de Almagro      | 30    | 21 | 3   | 6   | 45  | 75   | 42    |
| 2   | Racing Club de Avellaneda   | 30    | 17 | 4   | 9   | 38  | 80   | 48    |
| 3   | Independiente               | 30    | 11 | 11  | 8   | 33  | 44   | 37    |
| 4   | Ferro Carril Oeste          | 30    | 10 | 13  | 7   | 33  | 47   | 41    |
| 5   | Newell’s Old Boys           | 30    | 12 | 8   | 10  | 32  | 35   | 36    |
| 6   | River Plate                 | 30    | 14 | 4   | 12  | 32  | 49   | 45    |
| 7   | Atlanta Buenos Aires        | 30    | 9  | 14  | 7   | 32  | 34   | 35    |
| 8   | CA Huracán                  | 30    | 9  | 12  | 9   | 30  | 46   | 57    |
| 9   | Boca Juniors                | 30    | 12 | 6   | 12  | 30  | 51   | 44    |
| 10  | Estudiantes La Plata        | 30    | 10 | 8   | 12  | 28  | 52   | 62    |
| 11  | Club Atlético Lanús         | 30    | 10 | 7   | 13  | 27  | 54   | 59    |
| 12  | CA Vélez Sarsfield          | 30    | 6  | 14  | 10  | 26  | 43   | 46    |
| 13  | Gimnasia y Esgrima La Plata | 30    | 9  | 7   | 14  | 25  | 49   | 62    |
| 14  | Argentinos Juniors          | 30    | 7  | 11  | 12  | 25  | 46   | 45    |
| 15  | Rosario Central             | 30    | 8  | 7   | 15  | 23  | 38   | 50    |
| 16  | Central Córdoba Rosario     | 30    | 7  | 7   | 16  | 21  | 32   | 66    |

### Tablica spadkowa na koniec sezonu 1959
Tabela spadkowa zadecydowała o tym, które kluby spadną do drugiej ligi. O kolejności decydowała średnia liczba punktów zdobyta w pierwszej lidze w ostatnich trzech sezonach w przeliczeniu na jeden rozegrany sezon. W przypadku jednakowej średniej o kolejności w tabeli decydowała całkowita liczba punktów.
| Poz | Klub                        | 1957 | 1958 | 1959 | Średnia |
| --- | --------------------------- | ---- | ---- | ---- | ------- |
| 1   | San Lorenzo de Almagro      | 38   | 38   | 45   | 40.33   |
| 2   | Racing Club de Avellaneda   | 36   | 41   | 38   | 38.33   |
| 3   | River Plate                 | 46   | 35   | 32   | 37.67   |
| 4   | Boca Juniors                | 34   | 38   | 30   | 34.00   |
| 5   | Ferro Carril Oeste          | 0    | 0    | 33   | 33.00   |
| 6   | Independiente               | 31   | 33   | 33   | 32.33   |
| 7   | CA Vélez Sarsfield          | 34   | 34   | 26   | 31.33   |
| 8   | Atlanta Buenos Aires        | 24   | 36   | 32   | 30.67   |
| 9   | Estudiantes La Plata        | 33   | 31   | 28   | 30.67   |
| 10  | CA Huracán                  | 33   | 27   | 30   | 30.00   |
| 11  | Rosario Central             | 27   | 35   | 23   | 28.33   |
| 12  | Newell’s Old Boys           | 31   | 17   | 32   | 26.67   |
| 13  | Argentinos Juniors          | 28   | 25   | 25   | 26.00   |
| 14  | Club Atlético Lanús         | 22   | 25   | 27   | 24.67   |
| 15  | Gimnasia y Esgrima La Plata | 23   | 24   | 25   | 24.00   |
| 16  | Central Córdoba Rosario     | 0    | 27   | 21   | 24.00   |

### Klasyfikacja strzelców bramek 1959
| Gole | Piłkarz         | Klub                      |
| ---- | --------------- | ------------------------- |
| 31   | José Sanfilippo | San Lorenzo de Almagro    |
| 22   | Rubén Sosa      | Racing Club de Avellaneda |
| 21   | Eugenio Callá   | Argentinos Juniors        |
| 19   | Pizzuti, Juan   | Racing Club de Avellaneda |
| 17   | Norberto Conde  | CA Vélez Sarsfield        |